# 李從正 (1965年)
李從正（1965年11月16日—），男，澳門人，為澳門立法會議員。
2005年首次涉足政壇，循間接選舉途徑，藉勞工界別入選立法會。2009年改循直接選舉途徑之方式尋求連任，在十二位名額的直選投票中，以第八名次當選，成功連任。